# San Francisco Cahuacúa
San Francisco Cahuacúa là một đô thị thuộc bang Oaxaca, México. Năm 2005, dân số của đô thị này là 3170 người.